# Шрамок Тетяна Іванівна
Тетяна Іванівна Шрамок (нар. 3 червня 1982, Бобруйськ, Білоруська РСР) — білоруська футболістка, півзахисниця. Майстер спорту України і Білорусі.

## Клубна кар'єра
Народилася 3 червня 1982 року в Бобруйську. Футболом займається з 1999 року До переїзду в Україну виступала за білоруські клуби «Надія» (Могильов), «Бобруйчанка» (Бобруйськ), разом з яким виступала в Лізі чемпіонів, а також російський «Спартак» (Нижній Новгород) і польський «Гурник» (Ленчна).
2007 року підписала контракт з калуським «Нафтохіміком», за який відіграла 17 матчів  (5 голів) у чемпіонаті України. Наступного року перейшла до «Житлобуду-1». У харківському клубі відіграла два сезони, за цей час вигравала чемпіонат та кубок України. У 2010 році виступала в «Іллічівці» (5 матчів, 1 гол). У 2010 році повернулася до Білорусі, де підписала контракт з «Мінськом». Дебютував за столичний клуб 10 квітня 2010 року в програному (0:6) виїзному поєдинку 1-о туру білоруської Прем'єр-ліги проти «Зорки-БДУ». Шрамок вийшла на поле в стартовому складі та відіграла увесь матч, а на 61-й хвилині отримала жовту картку. Дебютними голами за «Мінськ» відзначилася 17 квітня 2010 року на 24 та 28-й хвилинах переможного (8:0) домашнього поєдинку 2-о туру Прем'єр-ліги проти «Молодечно». Тетяна вийшла на поле в стартовому складі та відіграла увесь матч. У 2011 році підсилила «Легенду», разом з чернігівським клубом вигравала срібні медалі чемпіонату та вийшла до фіналу кубку України, виступала в жіночій лізі чемпіонів. Зіграла 18 матчів у білоруській Прем'єр-лізі, відзначилася 8-а голами.
2012 року повернулася до «Мінська». Дебютувала за столичний клуб 14 квітня 2012 року в переможному (8:0) виїзному поєдинку 1-о туру Прем'єр-ліги проти вітебського «Унівситету». Шрамок вийшла на поле в стартовому складі та відіграла увесь матч. Дебютним голом за столичну команду після свого повернення відзначилася 18 квітня 2012 року на 14-й хвилині нічийного (1:1) поєдинку 2-о туру проти «Бобруйчнки». Тетяна вийшла на поле в стартовому складі та відіграла увесь матч. У команді відіграла три сезони, відзначилася 64-а голами в 66-и матчах Прем'єр-ліги.
У 2015 році перейшла у «Німан», за який дебютувала 19 квітня 2015 року в переможному (1:0) домашньому поєдинку 1-о туру Прем'єр-ліги проти вітебського «Університету». Шрамок вийшла на поле в стартовому складі та відіграла увесь матч. Дебютними голами у футболці городян відзначилася 2 травня 2015 року на 11 та 22-й хвилинах переможного (6:2) домашнього поєдинку 3-о туру проти «Бобруйчанки». Тетяна вийшла на поле в стартовому складі та відіграла увесь матч. За першу частину сезону зіграла в 10-и матчах білоруського чемпіонату, відзначилася 5-а голами. По ходу сезону перейшла до «Зорки-БДУ». Дебютувала в новій команді 25 липня 2015 року в переможному (12:0) домашньому поєдинку 12-о туру Прем'єр-ліги проти вітебського «Університету». Шрамок вийшла на поле в стартовому складі та відіграла увесь матч, а на 84-й хвилині відзначилася дебютним голом з нову команду. У складі «Зорки-БДУ» зіграла 21 матч у Прем'єр-лізі, в яких відзначилася 10-а голами. По ходу сезону 2016 року повернулася до «Бобруйчанки», за яку дебютувала 24 вересня 2016 року в програному (0:4) виїзному поєдинку 3-о туру Прем'єр-ліги проти своєї колишньої команди, «Зорки-БДУ». Тетяна вийшла на поле в стартовому складі та відіграла весь матч. Цей матч виявився для неї єдиним у футболці команди з Бобруйська.

## Кар'єра в збірній
Викликалася до складі національної збірної Білорусі. В її складі зіграла понад 12 матчів та відзначилася понад 4-а голами. Востаннє футболку національної команди одягала 15 вересня 2012 року в програному (0:5) домашньому поєдинку жіночому чемпіонаті Європи проти України. Тетяна вийшла на поле в стартовому складі та відіграла увесь матч.

## Досягнення
- Чемпіонат України
  -  Чемпіон (2): 2007 («Нафтохімік»), 2008 («Житлобуд-1»)
  -  Срібний призер (2): 2009 («Житлобуд-1»), 2011 («Легенда»)

- Кубок України
  -  Володар (1): 2008 («Житлобуд-1»)
  -  Фіналіст (2): 2009 («Житлобуд-1»), 2011 («Легенда»)

- Прем'єр-ліга
  -  Чемпіон (4): 2001, 2002, 2013, 2014
  -  Срібний призер (2): 2012, 2015

- Кубок Білорусі
  -  Володар (4): 2001, 2011, 2013, 2014
  -  Фіналіст (2): 2012, 2015

- Суперкубок Білорусі
  -  Володар (2): 2005, 2014
  -  Фіналіст (2): 2012, 2016